# Хара-Даван, Эренджен
Эренджен Хара-Даван или Эренджен Даваевич Даваев (1883 год (по другим данным — 1885 г.), Бага-Бухусовский аймак, Малодербетовский улус, Астраханская губерния, Российская империя — 17 ноября 1941 года, Белград, Югославия) — российский, калмыцкий медик, историк, политический публицист, общественный деятель, представитель движения евразийства. По национальности — калмык.

## Биография
Родился в Малодербетовском улусе Астраханской губернии. Отец Эренджена, подданный нойона Тундутова, носил имя Дава; за смуглость кожи он был прозван «Хара» («чёрный»). Таким образом появилась фамилия Хара-Даван.
В 1892—1896 Эренджен обучался в улусной школе, затем — в Астраханской гимназии. Летом 1904 года вместе с гимназистом Санджи Баяновым встретился в Сарепте возле Царицына с профессором Гельсингфорского университета Густавом Рамстедтом, который записал с их помощью несколько калмыцких национальных мелодий. После встречи с финским учёным Эренджен Хара-Даван стал собирать калмыцкий фольклор. Собранный материал он впоследствии передал учёному-монголоведу Андрею Рудневу в 1906 году, когда приехал в Санкт-Петербург поступать в Медицинскую Академию. В 1908 году Эренджен Хара-Даван стал вольным слушателем Военно-медицинской академии в Санкт-Петербурге. В годы учёбы Эренжен Хара-Даван включается в дело национального возрождения калмыков. Один из его друзей по академии Бадма Уланов стал одним из основателей национальной организации «Хальмг тангчин туг» — секции Всероссийского союза учителей. Получив диплом врача в Казанском Университете, Хара-Даван возвратился в 1911 году в Калмыкию, где стал работать врачом в Малодербетском улусе.
Во время Февральской революции Эренжен включился в политическую деятельность, в работу новых органов управления, выступая с идеей автономии Калмыкии. Временное правительство идею не поддержало, и Хара-Даван стал сторонником советской власти. Совет депутатов Мало-Дербетовского улуса делегировал его вместе с А. Чапчаевым, О. Босхомджиевым на съезд «трудового калмыцкого народа Прикаспийского края». Весной 1918 года Хара-Даван возглавил Калмыцкую секцию исполкома Астраханского губернского совета. В мае 1918 года в Яшкуле состоялся объединённый русско-калмыцкий съезд под председательством Эренджена Хара-Давана, где он выступил против экспроприации скота у зажиточных калмыков и обобществления земли. Оставил пост председателя Калмыцкой секции, когда Губисполком (как ранее и Временное правительство) не предоставил автономии Калмыкии. Так он оказался в оппозиции советской власти и вместе с разгромленной белой армией в середине марта 1920 года эмигрировал из России. В апреле 1920 года вместе с супругой Сарой прибыл в Югославию, где остановился в восточной части Сербии. Первое время получал пособие от югославского государственного Комитета по устройству русских беженцев. 15 ноября 1920 года получил свидетельство о высшем медицинском образовании и стал заниматься врачебной деятельностью в городе Битола (Македония), где он пробыл некоторое время, после чего перебрался в населённый пункт Андриевиц (Черногория). В середине 1923 года работал в селе Куштиль, около города Вршац, область Банат. В конце 1923 года был принят в члены Врачебной коллегии Сербии, Воеводины и Срема. До середины марта 1926 года проживал в Хайдучице, затем перебрался в Черногорию.
В 1929 году он перебирался в Белград. Здесь на земельном участке, пожертвованным сербским помещиком Ячимовичем, с его участием был построен калмыцкий хурул, который стал первым в Центральной Европе буддийский храм. Эренджен Хара-Даван был секретарём духовно-попечительного совета хурула. Священные изображения для него из Тибета, Монголии и Индии прислал Н. К. Рерих; японские буддисты передали в дар бронзовую статую Будды. Эренджен Хара-Даван занял должность секретаря в духовно-попечительском совете храма.
С 12 июля по 4 августа 1930 года работал вспомогательным врачом в Институте доктора Илича-Раковацкого. Осенью 1930 года был принят на должность врача в Морское училище младших офицеров в Шибенике. Предполагается, что для поступления на государственную должность Эренджен Хара-Даван сменил российское гражданство на югославское. с 1933 года работал врачом в населённом пункте Дженовичи около Котороского залива.
В середине 1940 года поселился в Белграде. В те годы он вместе со многими другими калмыками и русскими казаками-эмигрантами планировал переселиться в степи Мексики и Техаса. Этим планам не суждено было сбыться. Эренжен Хара-Даван умер в Белграде в 1942 году и был похоронен на Новом кладбище (участок 121, место 388).

## Хара-Даван о евразийстве
В Европе Эренжден Хара-Даван примыкает к евразийскому движению; он стал заниматься изучением влияния монгольского завоевания на русскую историю. В 1929 году в Белграде вышел главный труд жизни Эренджена Хара-Давана «Чингисхан как полководец и его наследие», который был издан на собственные средства автора и посвящён 700-летию смерти великого завоевателя.
Программа евразийцев не хочет все народы стричь под общую российскую гребёнку и тем обезличивать их: даётся право и возможность каждой из наций Евразии внести свою индивидуальную национальную культуру как частицу общей наднациональной культуры евразийской — чем из более разнообразных цветов и запахов составлен букет, тем он пышнее и ароматнее.Эренджен Хара-Даван

## Сочинения
В Европе Хара-Даван участвует в работе Калмыцкой комиссии культурных работников в Праге, в издании калмыцких журналов «Хонхо», «Улан Залата», «Ойрат», «Ковыльные волны».
8 января 1928 года Эренджен Хара-Даван выступил в Белградском университете с лекцией на тему «Чингис-хан и нашествие монголов в Европу». На основе расширенного материала этой лекции он в 1929 году в Белграде издал сочинение «Чингисхан как полководец и его наследие. Культурно-исторический очерк Монгольской империи XII—XIV вв.».

### Публикации
- «Изучение способов и путей для культурного возрождения калмыцкого народа», Ойрат, Белград, 1925, стр. 19 — 22;
- «К вопросу о национальном объединении», Ойрат, Белград, 1925, стр. 5 — 6;
- «Евразийство с точки зрения монгола», Евразийская хроника, Париж, 1926, вып. 10;
- «Чингис-хан или Россия?», Вольное казачество, Париж, 1930, стр. 18;
- «К полемике генерала Богаевского и Ш. Балинова», Ковыльные степи, Париж, 1930, № 1, стр. 49-50;
- «Калмыки и Югославия», Информация КККР, 1930, № 1, стр. 60;
- «О наших национальных задачах», Ковыльные степи, 1930, № 1, стр. 20-23;
- «Пути развития национальной проблемы», Улан Залат, 1930, № 3, стр.33-35;
- «Религия в быте Запада и Востока», Вольное казачество, 1930, № 61-62, стр. 14-16, № 63-64, стр. 9-10;
- «Тупики и исходы русской революции», Вольное казачество, 1930, № 56, стр.11-13, № 57, стр. 7-9, № 58, стр. 9-10;
- «О кочевом быте», Тридцатые годы, Утверждение евразийцев, Париж, 1931, кн.7, стр. 63-66;
- «Калмыцкие студенты-пионеры», Ковыльные волны, 1932, № 5, стр. 26-31;
- «Национальный вопрос в разрешениях русских политических партий», Ковыльные волны, 1933, № 6, стр. 4 — 10;
- «Заря Востока», Ковыльные волны, 1933, № 7, стр. 12-24;
- «Обращение к молодёжи», Ковыльные волны, 1934, № 9, стр. 91-92;
- «Монгольское национальное движение и национальные проблемы в Азии», Ковыльные волны, 1934, № 4, стр. 2-6;
- "Основа и цель национального государства, Ковыльные волны, 1934, № 9, стр. 8-12;
- «Проект новой национальной орфографии», Ковыльные волны, 1934, № 8, стр. 29-31;
- «Объяснительная записка к новой калмыцкой азбуке»/ Борисенко И. В., Горяев А. Т., Очерки истории калмыцкой эмиграции, Элиста, 1998, стр. 213—214;
- « Национальный вопрос», Вольное казачество, № 128;